# نبرد جزایر آلیوتی
نبرد جزایر آلیوتی (به انگلیسی: Aleutian Islands Campaign) یک نبرد دریایی و زمینی در جنگ جهانی دوم است که در تاریخ ۳ ژوئن ۱۹۴۲ تا ۱۵ اوت ۱۹۴۳ میان ارتش آمریکا و کانادا و امپراتوری ژاپن در جزایر آلیوتی در آلاسکا رخ داد و در نهایت با پیروزی ارتش آمریکا و کانادا به پایان رسید.
این نبرد بخشی از جنگ جهانی دوم در آسیا است که به‌طور خاص به عنوان جنگ اقیانوس آرام شناخته می‌شود.

## پیش‌زمینه
از متفقین تا قدرت محور:
در طول جنگ جهانی اول، امپراتوری ژاپن با متفقین علیه امپراتوری آلمان متحد شده بود. اما در دوران بین دو جنگ، روابط ژاپن با کشورهای غربی تغییر کرد. هنگامی که ارتش ژاپن در سال ۱۹۳۱ منچوری را فتح کرد و دولت دست نشانده منچوکوئو را برپا کرد، این اقدام از سوی جامعه ملل محکوم شد. در نتیجه ژاپن در سال ۱۹۳۳ از جامعه ملل خارج شد و به‌طور قطع مسیر امپریالیستی را در پیش گرفت. تا حدودی به دلیل موفقیت‌هایش در منچوری، ارتش ژاپن قدرت را در ژاپن به دست گرفته بود و این کشور به یک دیکتاتوری نظامی تبدیل شده بود. توسعه‌طلبی ژاپن به جنگ دوم چین و ژاپن در سال ۱۹۳۷ منجر شد. با توجه به رویدادهای گوناگون که با این امر همراه بود، ژاپن بیش از پیش با کشورهای غربی بیگانه شد. 
افزون بر این، حضور ژاپن در چین تهدیدی برای کشورهای غربی دارای منافع اقتصادی در چین بود؛ بنابراین بریتانیا و ایالات متحده از مقاومت چین پشتیبانی کردند. ایالات متحده همچنین با لغو پیمان بازرگانی با ژاپن در سال ۱۹۳۹ اقدامات اقتصادی بیشتری انجام داد. با این حال ژاپن حاضر به تسلیم در برابر غرب نشد. این کشور در سپتامبر ۱۹۴۰ نیروهای خود را در شمال هندوچین فرانسه مستقر کرد تا از واردات جنگ‌افزار و تجهیزات به چین جلوگیری کند. در اواخر همان ماه، ژاپن پیمان سه‌جانبه‌ای را با آلمان نازی و ایتالیا امضا کرد و مشخص کرد که کدام طرف را گرفته‌است. 

## جنگ جهانی دوم
برای ژاپن، امضای این پیمان به معنای جنگ با آمریکا بود. سال پس از آن به‌طور کامل به آماده‌سازی برای ورود ژاپن به جنگ جهانی اختصاص یافت. به دلیل موفقیت‌های هیتلر در اروپا، آسیای جنوب شرقی آماده تصرف بود: با فتح این مناطق، ژاپن دیگر به واردات مواد خام از خارج وابسته نبود و می‌توانست خود را به عنوان ابرقدرت جدید آسیایی تثبیت کند. تنها تهدید برای چنین تهاجم جنوبی می‌توانست ایالات متحده باشد. در نتیجه، راهبرد ژاپن در سه مرحله و در دو جبهه تدوین شد. از یک سو، حمله گسترده به مناطق غربی در جنوب شرقی آسیا در دست تهیه بود. از سوی دیگر، دریاسالار ایزوروکو یاماموتو (山本 五十六) مخفیانه حمله‌ای به پرل هاربر را برنامه‌ریزی کرد تا ناوگان آمریکایی را از کار بیندازد. پس از این اولین مرحله تهاجمی، در مرحله دوم، منطقه فتح‌شده با تصرف بیشتر نقاط راهبردی ایمن می‌شد. علاوه بر این، منابع موجود در منطقه فتح‌شده مورد بهره‌برداری قرار می‌گرفت. 
در مرحله آخر و سوم با پشتیبانی آلمان و ایتالیا، ژاپن می‌توانست کشورهای غربی را مجبور به گفت‌وگوهای صلح کند. هم‌زمان با آماده‌سازی دقیق حملات، ژاپن همچنان وانمود می‌کرد که به دنبال راه‌حلی دیپلماتیک است. ایالات متحده پیشتر در واکنش به حضور ژاپن در شمال هندوچین (سپتامبر ۱۹۴۰) صادرات آهن و فولاد را تحریم کرده بود، اما هنگامی که ژاپن جنوب هندوچین را نیز در ژوئیه ۱۹۴۱ اشغال کرد، سرمایه ژاپن در آمریکا مسدود شد و تحریم نفتی نیز همراه آن شد. هلند و بریتانیا نیز بلافاصله همین کار را کردند. اکنون هیچ راه برگشتی برای ژاپن وجود نداشت و آنها باید در اسرع وقت قبل از اتمام منابع، حمله می‌کردند. 
در ۷ دسامبر ۱۹۴۱، ژاپن به پرل هاربر حمله کرد و طبق برنامه، هنگ کنگ، فیلیپین، مالاکا، سنگاپور، هند شرقی هلند و برمه را تنها در عرض چند ماه تصرف کرد. قلمرو تسخیرشده، که اکنون از برمه تا جزایر سلیمان امتداد داشت، توسط ژاپن «حوزه بزرگ رفاه مشترک خاور آسیا» (به ژاپنی: 大東亜共栄圏، دای-تو-آ کی‌یُ‌اِی‌کِن) نامیده شد. با این حال، مرحله دوم، یعنی حفظ سرزمین‌های فتح‌شده، بسیار دشوارتر از آن شد که ژاپنی‌ها تصور کرده بودند. نقطه عطف جنگ اقیانوس آرام نبرد میدوی در ژوئن ۱۹۴۲ بود که در سایه این نبرد حمله به جزایر آلیوتی نیز آغاز شد.

## حمله ژاپنی‌ها
آماده‌سازی و طرح حمله:
طرح حمله به جزایر آلیوتی توسط دریاسالار یاماموتو طراحی شد. این حمله قرار بود همزمان با نبرد میدوی انجام شود. یاماموتو با حمله به میدوی امیدوار بود که بتواند ناوهای هواپیمابر آمریکایی باقیمانده مستقر در پرل هاربر را کمین کند و از کار بیندازد. گام بعدی پس از آن فتح هاوایی خواهد بود. برخی معتقدند حمله به جزایر آلیوتی یک مانور انحرافی برای عملیات میدوی بوده‌است. اما بررسی‌های جدیدتر نشان می‌دهد که ژاپن با تصرف و استقرار پایگاه‌هایی در جزایر میدوی و آلیوتی، به دنبال افزایش کنترل بر منطقه شمالی و مرکزی اقیانوس آرام بود. به این ترتیب آنها می‌توانستند از این پس از حملات هوایی مانند حمله دولیتل به توکیو جلوگیری کنند. در نهایت، این امر همچنین از همکاری نظامی احتمالی بین ایالات متحده و اتحاد جماهیر شوروی جلوگیری می‌کرد.
ژاپن از قبل اطلاعات زیادی در مورد جزایر آلیوتی جمع‌آوری کرده بود، اما این اطلاعات دیگر به‌روز نبود. ژاپنی‌ها تصور می‌کردند که ایالات متحده جای پای نظامی خود را در این منطقه را به‌شدت مستحکم کرده‌است. به عنوان مثال، آنها به اشتباه تصور می‌کردند که ناوهای هواپیمابر آمریکا در آنحا حضور دارند و پادگان‌های کوچکی در آتو، آداک و کیسکا، غربی‌ترین جزایر بزرگتر آلیوتی، وجود دارد. طرح عملیاتی برای حمله به جزایر آلیوتی به شرح زیر بود: یک ناوگان شامل ۲ ناو هواپیمابر به فرماندهی دریاسالار دوم بوشیرو هوسوگایا (細萱 戊子郎) به جزایر آلیوتی می‌رفت. در آنجا، ابتدا یک حمله هوایی به داچ هاربور، پایگاه نیروی دریایی آمریکا در آنالاسکا در مرکز مجمع‌الجزایر آلیوتی، انجام می‌شود. پس از آن، حملات آبی‌خاکی به آتو، آداک و کیسکا انجام می‌گرفت و آتو و کیسکا به اشغال درمی‌آمدند
آماده‌سازی آمریکا:
با این حال، ایالات متحده رمز محرمانه نیروی دریایی امپراتوری ژاپن را شکسته بود و از حملات برنامه‌ریزی‌شده به میدوی و جزایر آلیوتی تا ۲۱ مه آگاه بود. دریاسالار چستر ویلیام نیمیتز، که فرماندهی ناوگان آمریکایی در اقیانوس آرام را بر عهده داشت، قرار بود خود یاماموتو را در میدوی ملاقات کند، در حالی که به دریاسالار رابرت آ. تئوبالد دستور داده شد تا داچ هاربور را حفظ کند و تهاجم ژاپنی‌ها به آلاسکا را متوقف کند. آنها تصور می‌کردند که ژاپن می‌خواهد داچ هاربر را بگیرد تا به قاره آمریکا حرکت کند. در ۲۵ مه، تئوبالد با ناوگان کوچکی از پرل هاربر به سمت جزیره کودیاک حرکت کرد، جایی که کشتی‌های خود را برای حمله ژاپن آماده نگه داشت.
حرکت ناوگان ژاپنی:
ناوگان ژاپنی با سه یگان از اُمیناتو (موتسوی امروزی)، در شمال هونشو حرکت کرد. یگان دارای ناوهای هواپیمابر که قرار بود به بندر داچ هاربر حمله کند، در ۲۵ مه حرکت کرد. در ۲۸ مه و ۲۹ مه، دو یگان دیگر که هدف‌شان آتو، آداک و کیسکا بود، گسیل شدند.
حمله هوایی به داچ هاربر
یگانی که به داچ هاربر حمله می‌کرد، متشکل از دو ناو هواپیمابر جونیو و ریوجو بود و چندین رزمناو و جنگنده همراه آن بودند. بعد از ظهر روز دوم ژوئن، این واحد در حدود ۱۵۰۰ کیلومتری جنوب غربی داچ هاربر در حین پرواز گشتی آمریکایی مشاهده شد و آمریکایی‌ها آماده حمله شدند. در اوایل بامداد روز ۳ ژوئن، هواپیماهای ژاپنی برای اولین حمله به داچ هاربر برخاستند. به دلیل آب و هوای بد، تنها نیمی از آنها در واقع به این بندر رسیدند. با این حال، هنگامی که به مقصد خود رسیدند، تنها توانستند آسیب محدودی وارد کنند زیرا زیر آتش شدید قرار گرفتند. روز بعد، حمله دوم، این بار با موفقیت بیشتر دنبال شد.
در آغاز غروب، هواپیماهای ژاپنی به داچ هاربر رسیدند و با چندین مخزن سوخت، بیمارستان و یک کشتی در ساحل برخورد کردند. برخلاف روز گذشته، آمریکایی‌ها در آن روز موفق شدند ناوهای هواپیمابر ژاپنی را شناسایی کنند، اما نتوانستند آن‌ها را دفع کنند. پس از حملات ژاپن، ۴۳ نفر از طرف آمریکایی کشته و ۶۴ نفر زخمی شدند. علاوه بر این، ۱۱ هواپیمای آمریکایی منهدم شد، در حالی که تلفات طرف ژاپنی حدود ۱۰ هواپیما بود. در مجموع، خسارات واردشده بسیار محدود بود و داچ هاربر می‌توانست عملیاتی بماند.
فتح آتو و کیسکا 
در همین حال، عملیات میدوی برای نیروی دریایی ژاپن فاجعه‌بار به پایان رسیده بود. هوسوگایا فرود را لغو کرد و می‌خواست با یاماموتو ملاقات کند، اما یاماموتو به هوسوگایا دستور داد تا به هر حال مأموریت خود را انجام دهد تا همچنان بتوان موفقیتی را در جبهه داخلی گزارش کرد. در ۶ ژوئن، آن‌ها در کیسکا فرود آمدند، جایی که یک ایستگاه هواشناسی آمریکا را تصرف کردند. روز بعد آتو نیز تصرف شد. مقاومت کمی وجود داشت و بعداً خدمه ایستگاه هواشناسی آمریکایی و جمعیت محلی آتو به اردوگاه‌هایی در ژاپن منتقل شدند. در ۱۰ ژوئن این رویدادها به سبک تبلیغاتی معمول به مردم ژاپن اعلام شد. آنها در مورد بمباران موفقیت‌آمیز میدوی و مهم‌تر از آن، مزایای اشغال آتو و کیسکا صحبت کردند. اکنون «مسیر حمله شمالی» احتمالی از سوی ایالات متحده مسدود اعلام شد و خبر از دست دادن قلمرو ایالات متحده به شدت به جبهه داخلی ایالات متحده ضربه می‌زد. در واقع، حضور ژاپنی‌ها تا همان روز توسط آمریکایی‌ها تأیید نشده و برای مردم فاش نشده بود. بدون اشغال میدوی، حضور ژاپن در جزایر آلیوتی دیگر اهمیت چندانی نداشت. از این گذشته، آنها نمی‌توانستند پروازهای گشتی بین جزایر آلیوتی و میدوی انجام دهند. با این وجود، در پایان ژوئن تصمیم گرفته شد که جزایر را حفظ کرده و در آنجا باندهای فرود بسازند.